# Dansk Oversætterforbunds Ærespris
Dansk Oversætterforbunds Ærespris, er en litterær pris indstiftet i 1945 og administreres af Statens Kunstfond, Statens Kunstråd og Kunststyrelsen.
Prisen tildeles "en oversættelse, som ved fremragende gengivelse af et eller flere betydende, udenlandske værker har beriget dansk litteratur" og uddeles normalt i februar måned hvert år.
Medlemmer af Dansk Forfatterforenings Oversættergruppe har indstillingsret til prisen.